# Trugberg
Trugberg – szczyt w Alpach Berneńskich, części Alp Zachodnich. Leży w Szwajcarii w kantonie Valais. Należy do głównego łańcucha Alp Berneńskich. Można go zdobyć ze schroniska Konkordia Hütte (2850 m) lub Mönchsjochhütte (3650 m). Góruje nad lodowcem Aletschgletscher.
Pierwszego odnotowanego wejścia dokonał Emil Burckardt, Peter Egger i Peter Schlegel 13 czerwca 1871 r.